# Kevin Hitchcock
Kevin Hitchcock (Canning Town, 5 ottobre 1962) è un allenatore di calcio ed ex calciatore inglese, di ruolo portiere, preparatore dei portieri del N.E. Revolution.

## Biografia
Anche suo figlio Tom è calciatore.

## Carriera

### Giocatore
Nel 1988 si trasferì dal Mansfield Town al Chelsea con il quale giocò fino al 2001, anno in cui si trasferì nel Watford.
In 13 anni di militanza nei Blues ottenne solo 135 presenze però la sua importanza per la squadra andava al di fuori dal campo in quanto uomo spogliatoio che teneva unito il gruppo.

### Allenatore
Il 30 aprile 2019 è stato assunto come allenatore dei portieri dal N.E. Revolution, squadra militante in MLS.

## Palmarès

### Giocatore

#### Competizioni nazionali
- Football League Trophy: 1

Mansfield Town: 1986-1987
- Coppa d'Inghilterra: 2

Chelsea: 1996-1997, 1999-2000
- Coppa di Lega inglese: 1

Chelsea: 1997-1998
- Charity/Community Shield: 1

Chelsea: 2000
- Campionato inglese di seconda divisione: 1

Chelsea: 1988-1989

#### Competizioni internazionali
- Coppa delle Coppe: 1

Chelsea: 1997-1998
- Supercoppa UEFA: 1

Chelsea: 1998